# Катастрофа MD-82 в Мадриде
Катастрофа MD-82 в Мадриде — крупная авиационная катастрофа, произошедшая в среду 20 августа 2008 года. Авиалайнер McDonnell Douglas MD-82 авиакомпании Spanair выполнял внутренний рейс JK 5022 по маршруту Барселона—Мадрид—Лас-Пальмас-де-Гран-Канария (рейс являлся код-шерингом с авиакомпанией Lufthansa), но через несколько секунд после отрыва от ВПП аэропорта Мадрида два раза ударился о землю и врезался в склон реки, после чего разрушился на 3 части. Из находившихся на его борту 172 человек (166 пассажиров и 6 членов экипажа) выжили 18.
Катастрофа рейса 5022 стала третьей крупнейшей авиакатастрофой в истории Испании (после катастрофы Boeing 747 под Мадридом и столкновения двух Boeing 747 на Тенерифе). В хронологии катастроф самолётов семейства MD-80 стоит на 5-м месте (после катастроф в Детройте, в Лагосе, под Мачикесом и на Корсике).

## Самолёт
McDonnell Douglas MD-82 (регистрационный номер EC-HFP, заводской 53148, серийный 2072) был выпущен в 1993 году (первый полёт совершил 1 ноября). 18 ноября того же года был передан авиакомпании Korean Air под бортовым номером HL7204 (18 июня 1998 года был перерегистрирован и его бортовой номер сменился на HL7548). 23 июля 1999 года лайнер был куплен авиакомпанией Spanair, в которой получил б/н EC-HFP и имя Sunbreeze.
В 2003 году Spanair вошла в авиационный альянс «Star Alliance» и в 2008 году на оба борта лайнера по всей длине была нанесена надпись «STAR ALLIANCE». Оснащён двумя турбореактивными двигателями Pratt & Whitney JT8D-219. На день катастрофы 14-летний авиалайнер совершил 28 133 цикла «взлёт-посадка» и налетал 31 963 часа.

## Экипаж и пассажиры
Самолётом управлял опытный экипаж, состав которого был таким:
- Командир воздушного судна (КВС) — 39-летний Антонио Гарсия Луна (исп. Antonio García Luna). Опытный пилот, проходил службу в ВВС Испании, проработал в авиакомпании Spanair 9 лет и 2 месяца (с 10 июня 1999 года). В должности командира McDonnell Douglas MD-82 — с 24 февраля 2007 года (до этого управлял им в качестве второго пилота). Налетал 8476 часов, 5776 из них на MD-82 (1122 из них в качестве КВС).
- Второй пилот — 31-летний Франсиско Хавьер Мулет (исп. Francisco Xavier Mulet). Опытный пилот, проработал в авиакомпании Spanair 1 год и 5 месяцев (с февраля 2007 года). В должности второго пилота McDonnell Douglas MD-82 — со 2 сентября 2007 года. Налетал 1276 часов, 1054 из них на MD-82.

В салоне самолёта работали 4 стюардессы:
- Лудрес Ромеро Флорес (исп. Loudres Romero Flórez) — старшая стюардесса,
- Сонсолес Лоренсо Симарро (исп. Sonsoles Lorenzo Simarro),
- Соня Дель Кастильо (исп. Sonia Del Castillo),
- Сусана Марин Рамос (исп. Susana Marín Ramos).

| Гражданство людей на борту | Гражданство людей на борту | Гражданство людей на борту | Гражданство людей на борту |
| Гражданство                | Пассажиры                  | Экипаж                     | Всего                      |
| -------------------------- | -------------------------- | -------------------------- | -------------------------- |
| Аргентина                  | 1                          | 0                          | 1                          |
| Бельгия                    | 2                          | 0                          | 2                          |
| Боливия                    | 1                          | 0                          | 1                          |
| Бразилия                   | 2                          | 0                          | 2                          |
| Болгария                   | 1                          | 0                          | 1                          |
| Канада                     | 1                          | 0                          | 1                          |
| Чили                       | 3                          | 0                          | 3                          |
| Финляндия                  | 1                          | 0                          | 1                          |
| Франция                    | 2                          | 0                          | 2                          |
| Гамбия                     | 1                          | 0                          | 1                          |
| Германия                   | 5                          | 0                          | 5                          |
| Индонезия                  | 1                          | 0                          | 1                          |
| Италия                     | 1                          | 0                          | 1                          |
| Япония                     | 1                          | 0                          | 1                          |
| Мавритания                 | 1                          | 0                          | 1                          |
| Мексика                    | 1                          | 0                          | 1                          |
| Нидерланды                 | 1                          | 0                          | 1                          |
| Испания                    | 126                        | 6                          | 132                        |
| Швеция                     | 1                          | 0                          | 1                          |
| Турция                     | 1                          | 0                          | 1                          |
| Великобритания             | 1                          | 0                          | 1                          |
| США                        | 2                          | 0                          | 2                          |
| Всего                      | 166                        | 6                          | 172                        |

Среди пассажиров на борту находились ещё 4 члена экипажа авиакомпании Spanair (КВС и 3 стюардессы).
Всего на борту самолёта находились 172 человека — 6 членов экипажа и 166 пассажиров.

## Хронология событий
Ещё утром 20 августа 2008 года McDonnell Douglas MD-82 борт EC-HFP был в Барселоне. Оттуда он должен был вылететь рейсом JK 5022 в Мадрид и далее на Канарские острова, но в Барселоне самолёт был задержан, во время задержки пилоты выключали реверс двигателя №2 (правого). С опозданием в 30 минут лайнер вылетел из Барселоны и приземлился в Мадриде, где ему предстояло лететь до Лас-Пальмас-де-Гран-Канарии.
В 13:15 CEST (с уже имеющимся опозданием), когда самолёт был готов ко взлёту, пилотами была замечена ошибка датчика температуры воздушных масс и самолёт отрулил к площадке технического обслуживания. Техники, выключив неисправный прибор, также выключили и систему оповещения перед вылетом, так как за обе системы отвечал один управляющий блок. Пилоты стали готовиться к вылету с опозданием более часа.
В 14:23, опаздывая более чем на час, рейс JK 5022 получил разрешение на взлёт с ВПП №36L. Через 2 секунды после отрыва от взлётной полосы сработала сигнализация GPWS о сваливании и самолёт резко накренился вправо, находясь на высоте 12 метров. Второй пилот увеличил мощность двигателей, но потерял управление самолётом.
Пилотам не удалось вывести лайнер из крена, и через несколько секунд после взлёта рейс JK 5022 срезал верхушки деревьев, первый раз коснулся земли, проскользил на задних шасси 200 метров по земле, снова поднялся в воздух на несколько метров, перелетел дорогу, коснулся земли второй раз (от удара у него оторвалось хвостовое оперение), проскользил на задних шасси ещё 450 метров, перелетел реку, находящуюся рядом с аэропортом, и врезался в склон её левого берега, разрушившись на три части.
Из 172 человек, находившихся на борту самолёта, погибли 154 — все 6 членов экипажа и 148 пассажиров. Среди выживших оказались 2 иностранных пассажира: из Финляндии и Боливии. По другим данным, среди погибших были граждане Великобритании, Дании, Швеции, Чили и Колумбии.
Все погибшие были опознаны, большинство из них удалось опознать только при помощи сравнительного анализа ДНК. Церемония прощания со 154 жертвами катастрофы прошла в мадридском кафедральном соборе Альмудена.

## Реакция
Президент России Дмитрий Медведев направил председателю правительства Испании Хосе Луису Родригесу Сапатеро телеграмму, в которой выразил соболезнования семьям погибших и пожелал скорейшего выздоровления пострадавшим в катастрофе.
Главы других стран также выразили свои соболезнования семьям погибших.

## Расследование
Расследование причин катастрофы рейса JK 5022 проводила Комиссия по расследованию авиационных происшествий (CIAIAC).
27 августа 2008 года председатель комиссии Франсиско Сото (исп. Francisco Soto) сообщил детали катастрофы и некоторые выводы комиссии.
Версию отрыва от ВПП и набора высоты озвучивал и один из выживших пассажиров рейса 5022, хотя до этого в прессе высказывалась версия выкатывания самолёта за пределы ВПП вследствие позднего аварийного торможения.
Первоначально сообщалось, что у самолёта во время разбега загорелся (по другим источникам взорвался) двигатель № 1 (левый). Но CIAIAC опровергла эти заявления; было установлено, что оба двигателя борта EC-HFP с момента разгона по ВПП до момента катастрофы работали нормально.

### Причины катастрофы
CIAIAC стало известно, что до вылета рейса 5022 у лайнера обнаружились технические проблемы, ставшие причиной задержки вылета на 1 час. Кроме этого, по сообщению «The Times», несколькими днями ранее были отменены два рейса на данном самолёте.
По данным «The Wall Street Journal», анализ информации обоих бортовых самописцев самолёта показал, что при первой подготовке ко взлёту закрылки были выпущены, но потом, при проезде до площадки технического обслуживания, закрылки были убраны. При повторной подготовке ко взлёту, из-за опоздания пункты о закрылках в трёх контрольных листах были пропущены — в первый раз второго пилота перебил КВС, во второй раз второй пилот забыл прочесть пункт о закрылках из-за опоздания, а в третий раз второй пилот прочитал пункт о закрылках машинально. А определённая неполадка оборудования привела к тому, что пилоты не получили автоматическое предупреждение о нелётной конфигурации самолёта.
Также сообщалось, что разбившийся самолёт в последний раз проходил техническое обслуживание в январе 2008 года и технических неисправностей зафиксировано не было.
Окончательный отчёт расследования CIAIAC был опубликован 1 августа 2011 года.

## Культурные аспекты
Катастрофа рейса 5022 показана в 15 сезоне канадского документального телесериала Расследования авиакатастроф в серии Роковая задержка (не путать с одноимённой серией из 2 сезона).